# Pallenopsis bulbifera
Pallenopsis bulbifera is een zeespin uit de familie Pallenopsidae. De soort behoort tot het geslacht Pallenopsis. Pallenopsis bulbifera werd in 1984 voor het eerst wetenschappelijk beschreven door Munilla & Stock. 